# ラドニツァ

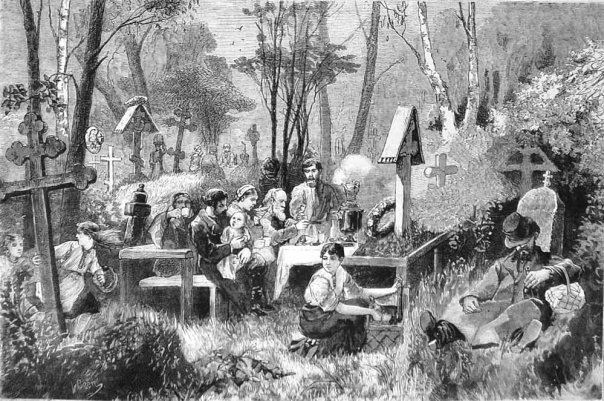
墓地で亡くなった人々を追悼する（1881年）

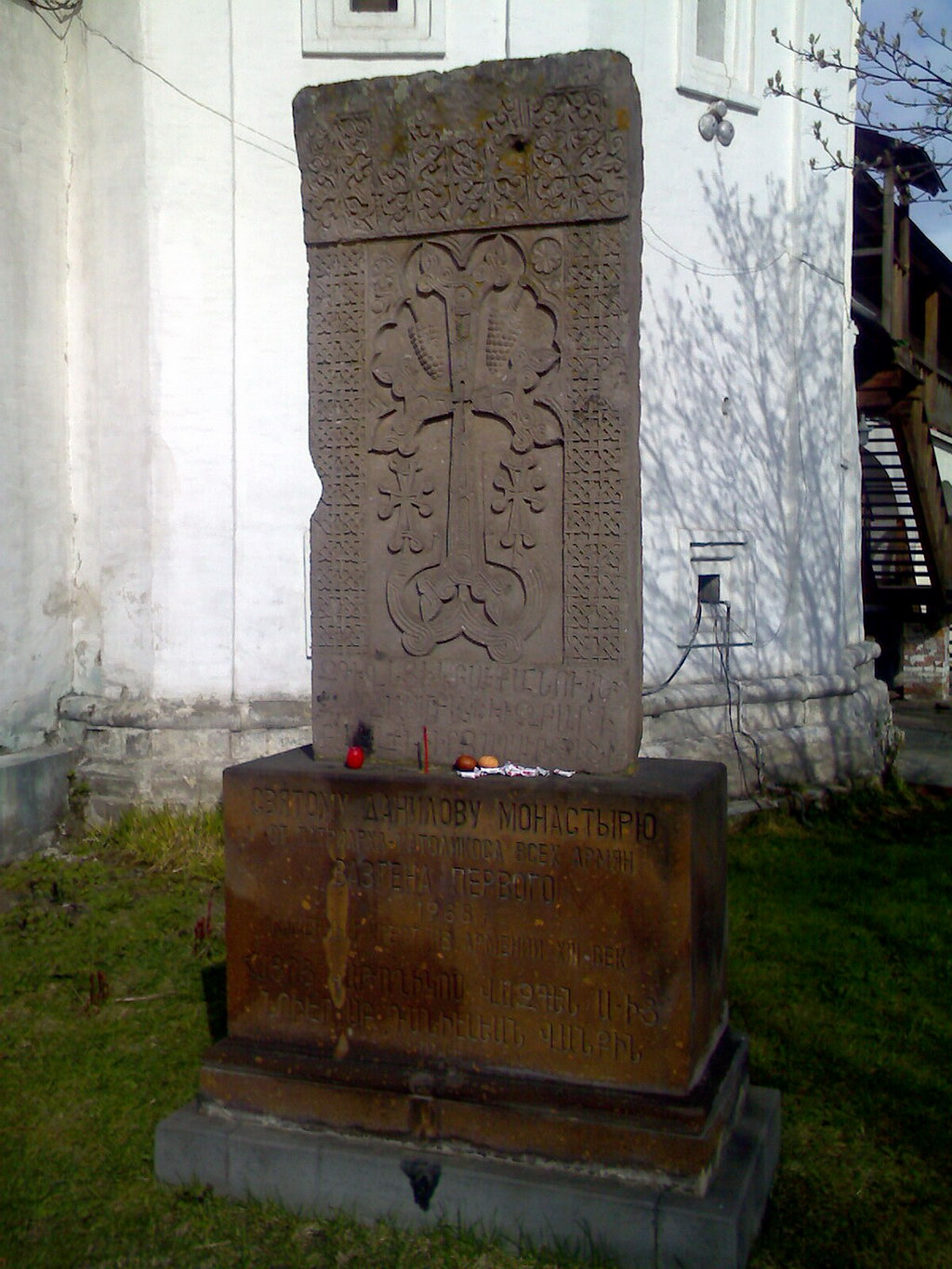
墓前にろうそくと卵が置かれている（モスクワ・ダニロフ墓地で）

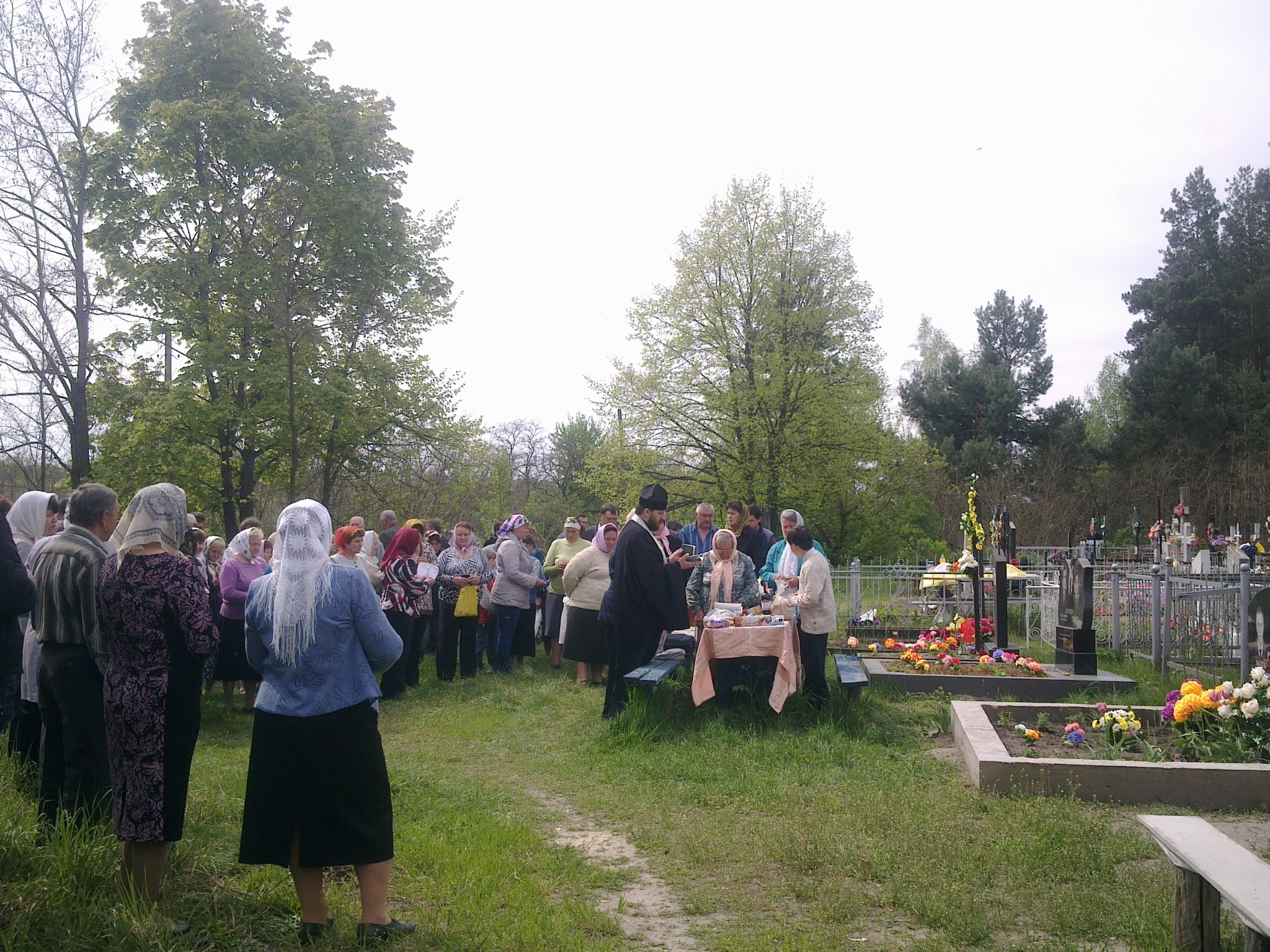
ウクライナのプロヴォディで、墓地の賑わい

ラドニツァ（ロシア語: Радоница）またはラドゥニツァ（Радуница）、招魂祭などと呼ばれているのは、ロシア正教会パスハ（イースター）後の第2火曜日、またはロシア南西部の一部では第2月曜日に行われている、亡くなった人々を追悼する記念日である。 ウクライナでは、プロヴォディ (Проводи）と呼ぶ。

## 歴史と意味
スラブ人は、多くの古代の人々と同様に、春に家族の墓を訪れ、彼らと一緒にごちそうを食べるという伝統があった。キリスト教への改宗後、この習慣はラドニツァの祭典としてロシア正教会に受け継がれた。その名は、「喜び」を意味するスラブ語の「ラードスチ」に由来する。キエフ大公国時代にはクラスナヤ・ゴルカ（紅い丘、美しい丘の意味）で、同様な習慣であった。亡くなった人を追悼する記念日を「喜ばしい」と呼ぶのは奇妙に思えるが、この喜びの背後にあるのは、キリスト教の信念がイエスの復活とそれがすべての人にもたらす喜びと希望の記憶である。
聖週間の最後の数日間の重要性のため、そして復活の喜びのために、他のそうした祝いの時期と同様に、聖木曜日からフォマの日曜日（11日間）は亡くなった人々のための特別な祈りを禁じている。例えば、パニヒダ（明らかに、延期できない葬式を除いて）がそうである。したがって、パスハ後に死者を思い出す最初の機会は、パスハ後の第2月曜日になる。しかし、正統派の国々では、多くの修道院が月曜日は断食の慣習に従っているため、祝日は翌日の火曜日に祝われることが多く、こうしてすべての人々が卵を食することができるようになった。

## 習慣
祈祷文集は死者のためのこの日の特別な祈りを規定していないが、追悼の習慣は信者の心に深く刻まれている。年間を通じてのさまざまな土曜日とは異なり、これが死者の日であることを反映する変更は、夕の祈り、朝の祈り、聖体礼儀には加えられていない。
この日、聖体礼儀の後に、神品は教会でパニヒダを祝う。その後、信者らが持ち寄ったパスハ料理を祝福する。神品は、お香とろうそくを持って、十字架と一緒に行列を作り（「十字行」）、それに信者が続き、教会墓地または一般墓地にある亡くなった信者の墓を訪れる。墓前では、パスハの讃詞が通常の連祷と共に歌われる。
パスハの食物が、故人の友人や親戚によって喜びのうちに食される。墓から蘇ったキリストの象徴であるイースターエッグを、亡くなった人々の墓の上に置き、伝統的な「ハリストス復活」の挨拶を交わすのが一般的である。こうした習慣は、死者の復活を忠実に思い出させることと同時に、亡くなった人にキリストの復活を告知することの両方といえる。

## 文学
ロシアの詩人、セルゲイ・エセーニンの処女詩集（1916年）は、題名が『ラドゥニツァ』で、日本語では『招魂祭』と訳されている。

## 参照項目
- 盂蘭盆会、招魂祭、御招霊
- 清明節 (中国)
- 万聖節、ハロウィン